# Pandemia de COVID-19 en Salta
El primer caso confirmado de la pandemia de COVID-19 en Salta se dio a conocer el 17 de marzo de 2020. Se trataba de un ciudadano de 40 años que procedía de Francia. Desde entonces, se han reportado 16,319 casos confirmados en la totalidad de la provincia. 

## Cronología

### 2020: Brote inicial, crecimiento exponencial y primera ola

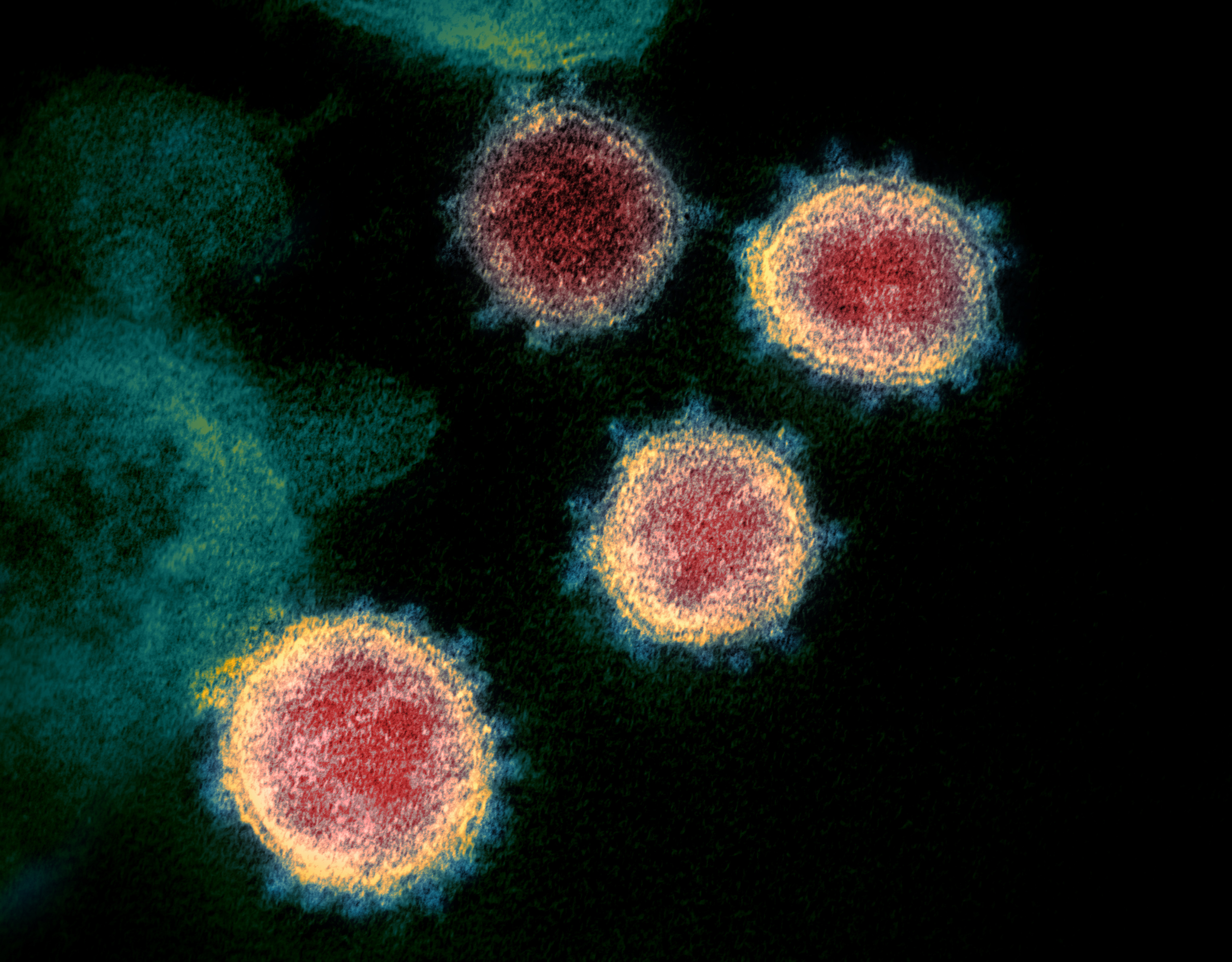
Imagen del SARS-CoV-2 captada a través de un microscopio electrónico de transmisión del Instituto Nacional de Alergias y Enfermedades Infecciosas.

Casos sospechosos
Primeros casos